# Alien-könyvek listája
Ez a lista az angol és magyar nyelven kiadott Alien könyvek listája. A felsorolásban zárójelben a művek eredeti angol címe és megjelenési éve szerepel, ezt követik a magyar kiadások adatai.

## Hivatalos filmregények
- Alan Dean Foster: Alien - A nyolcadik utas: a Halál (Alien, 1979), Kozmosz, 1987; Szukits, 1997; Agave Könyvek, 2015
- Alan Dean Foster: Aliens - A bolygó neve: Halál (Aliens, 1986), Móra Könyvkiadó, 1988; Agave Könyvek, 2015
- Alan Dean Foster: Alien³ - A végső megoldás: halál (Alien³, 1992), Agave Könyvek, 2015
- Kathleen O'Malley, A. C. Crispin: Alien: Resurrection - Feltámad a Halál (Alien: Resurrection, 1997), Szukits, 1997; Agave Könyvek, 2015
- Alan Dean Foster: Alien: Covenant – Eredet (Alien: Covenant – Origins, 2017), Szukits, 2017
- Alan Dean Foster: Alien: Covenant (Alien: Covenant, 2017), Szukits, 2017

## Nem kanonikus könyvek

### Aliens (első sorozat) (1992–1998)
- Steve Perry: Idegenek a Földön (Earth Hive, 1992), Valhalla Páholy, 1993; Szukits, 2005
- Steve Perry: Lidérces utazás (Nightmare Asylum, 1993), Valhalla Páholy, 1993; Szukits, 2005
- Steve Perry, Stephani Perry: Ripley háborúja (The Female War, 1993), Valhalla Páholy, 1993; Szukits, 2006
- David Bischoff: A királynő nevében (Genocide, 1994), Valhalla Páholy, 1994; Szukits, 2011
- Robert Sheckley: A halál árnyékában (Alien Harvest, 1995), N&N, 1996; Szukits, 2012
- Sandy Schofield: Halálcsapda (Rogue, 1995), N&N, 1997; Szukits, 2012
- Stephani Perry: Labirintus (Labyrinth, 1996), Szukits, 1997, 2001
- Yvonne Navarro: Rekviem (Music of the Spears, 1996), Szukits, 2005
- Stephani Perry: Az őrjöngő halál (Berserker, 1998), Szukits, 1999, 2004

### Aliens (második sorozat) (2005–2008)
- Michael Jan Friedman: Eredendő bűn (Original Sin, 2005), Szukits, 2007
- Diane Carey: DNS-háború (DNA War, 2006), Szukits, 2008
- Diane Carey: Katlan (Cauldron, 2007), Szukits, 2011
- John Shirley: Acéltojás (Steel Egg, 2007), Szukits, 2008
- Stephani Perry: Bűnös bolygó (Criminal Enterprise, 2008), Szukits, 2009
- B. K. Evenson: Nincs kiút (No Exit, 2008), Szukits, 2010

### Aliens (harmadik sorozat) (2014–)
- Tim Lebbon: Árnyékhajsza (Alien: Out of the Shadows, 2014), Szukits, 2014
- James A. Moore: A Bánat Tengere (Alien: Sea of Sorrows, 2014), Szukits, 2015
- Christopher Golden: A Fájdalom Folyója (Alien: River of Pain, 2014), Szukits, 2015
- Jonathan Maberry (szerk.): Aliens: Életre halál (Aliens: Bug Hunt, 2017),  Szukits, 2017
- Alex White: Alien: Hidegkohó (Alien: The Cold Forge, 2018), Szukits, 2018
- Keith R. A. DeCandido: Alien: Isolation – Izoláció (Alien: Isolation, 2020), Szukits, 2020
- Tim Waggoner: Alien: Prototípus (Alien: Prototype, 2019), Szukits, 2021
- Pat Cadigan: Alien 3: Az eredeti és ismeretlen történet (Alien 3: The Unproduced Screenplay by William Gibson, 2021), Szukits, 2021
- Scott Sigler: Aliens: Falanx (Aliens: Phalanx, 2020), Szukits, 2023